# Guinea
La Guinea (AFI: /ɡwiˈnɛa/), ufficialmente Repubblica di Guinea (in francese: République de Guinée), nota informalmente anche come Guinea Conakry, è uno Stato dell'Africa occidentale. Confina con Guinea-Bissau e Senegal a nord, Mali a nord e nord-est, Costa d'Avorio a sud-est, Liberia e Sierra Leone a sud, oceano Atlantico a ovest. Il suo territorio racchiude la sorgente dei fiumi Niger, Senegal e Gambia.
Incluso nel territorio di diversi regni che si susseguirono sull'alto corso del Niger, il paese fu una delle prime regioni toccate dalla tratta degli schiavi. Lo stato che trasse i maggiori profitti dalla tratta fu il Regno di Fouta Djallon, che si consolidò nel XVIII secolo vendendo schiavi agli europei in cambio di armi da fuoco. Divenuta colonia francese nel 1898 con la sconfitta dell'almami Samory Touré, la Guinea ha raggiunto l'indipendenza per consultazione referendaria nel 1958; da allora fino al 1984 è stata retta dittatorialmente da Ahmed Sékou Touré. Dopo questi la situazione politica si è fatta fosca: dal 1984 il regime non democratico è proseguito con la presidenza di Lansana Conté, terminata il 23 dicembre 2008 con la morte del capo di Stato. La stessa mattina l'esercito guineano ha attuato un colpo di stato. Alle elezioni del 2010 è stato eletto presidente Alpha Condé, che ha mantenuto il potere, con metodi non democratici, fino al 2021, quando è stato deposto da un ulteriore golpe militare.
Dotata di notevoli risorse minerarie, la Guinea affida al loro sfruttamento lo sviluppo della propria economia, che conta non solo sull'attività mineraria, ma anche su quella agricola.

## Etimologia
Il nome Guinea (geograficamente assegnato a gran parte della costa occidentale dell'Africa, a sud del Deserto del Sahara e a nord del Golfo di Guinea), deriva dal termine Susu che indica "donna". La forma italiana deriva dal portoghese Guiné, nome indigeno dell'Africa. Potrebbe derivare anche dal berbero Akal n-Iguinawen, "terra dei neri".

## Storia

### Epoca precoloniale
L'odierna Guinea fu parte di diversi imperi africani, il primo di questi fu l'Impero del Ghana, che conquistò questo territorio nel 900.
Nell'VIII secolo, le popolazioni Nalu e Baga si installarono nella regione. Il Regno Sosso, nei secoli XII e XIII, soppiantò l'Impero del Ghana, fino a conquistarne la capitale. Successivamente, Sundjata Keïta formò un immenso impero avente per capitale Niani, l'Impero del Mali, che prese il controllo della regione dopo la battaglia di Kirina nel 1235, ma aspri conflitti interni portarono al suo declino durante tutto il XV secolo. A settentrione, l'Impero Songhai, già vassallo dell'Impero del Mali, finì nel 1595, a opera delle truppe del sultano marocchino Ahmed IV al-Mansur, comandate dal generale Jawdar Pascià.
Il XVIII secolo fu molto importante per la Guinea, perché segnò l'inizio della diffusione dell'Islam e l'arrivo, nella regione del Futa Jalon, dei Fula, il gruppo etnico che divenne il più diffuso del paese e che respinse i Sosso verso il litorale.
Sulla costa, la popolazione creò stretti contatti con i mercanti europei, vendendo schiavi, avorio e soprattutto grani di melegueta (una pianta parente dello zenzero utilizzata come spezia) tanto che la regione (comprese le attuali Liberia e Sierra Leone) venne indicata sulle mappe europee come Costa del Pepe.
Quando i portoghesi arrivarono, trovarono il territorio diviso in varie signorie vassalle dei regni sudanesi. I portoghesi furono i primi a giungere in Guinea, avviando contatti con gli indigeni fin dal XV secolo. (→ Guinea portoghese)
In seguito la Guinea fu una delle aree toccate dalla tratta atlantica degli schiavi: nel corso di quattro secoli dalla regione vennero deportati circa 600.000 schiavi.

### Epoca coloniale
Per fermare il commercio di schiavi la Francia decise di stipulare patti con le autorità locali. Nel 1890 la Guinea divenne una colonia francese e proprio i francesi fondarono la capitale, Conakry, sull'isola Tombo. In realtà i francesi erano penetrati nel territorio già in precedenza, ottenendo nel 1880 il protettorato sulla regione del Futa Jalon. Nel 1895 la Guinea fu incorporata nell'Africa Occidentale Francese.
In seguito al referendum promosso da Charles de Gaulle, la Guinea votò per la sua piena indipendenza il 28 settembre 1958. Il paese divenne ufficialmente indipendente il 2 ottobre dello stesso anno: il periodo coloniale si era quindi concluso.

### Indipendenza

#### Periodo Touré (1958-1984)

Ahmed Sékou Touré.

Primo Capo di Stato fu Ahmed Sékou Touré, leader del Partito Democratico della Guinea, che alle elezioni territoriali del 1957 aveva ottenuto 56 seggi su 60. Orientato su politiche socialiste, il paese riuscì comunque a ricevere un notevole flusso di capitale dai paesi capitalisti. Sotto Touré la Guinea sviluppò un regime autocratico e un sistema politico chiuso e monopartitico, con un forte controllo dei media e sordo a questioni come diritti umani e libertà d'espressione: entrambi vennero ripetutamente e abitualmente calpestati.
La Francia interrompe tutte le sue relazioni con la Guinea. Maurice Robert, responsabile del settore Africa del Servizio di documentazione esterna e controspionaggio (SDECE) dal 1958 al 1968, spiega: "Abbiamo dovuto destabilizzare Sekou Touré, renderlo vulnerabile, impopolare e facilitare il suo rovesciamento. Un'operazione di questa portata comporta diverse fasi: la raccolta e l'analisi delle informazioni, l'elaborazione di un piano d'azione basato su tali informazioni, lo studio e l'attuazione dei mezzi logistici e l'adozione di misure di attuazione del piano. Con l'aiuto dei rifugiati guineani esuli in Senegal, abbiamo organizzato anche la macchia mediterranea dell'opposizione a Fouta-Djalon. La supervisione è stata fornita da esperti francesi in operazioni clandestine. Abbiamo armato e addestrato questi oppositori guineani a sviluppare un clima di insicurezza in Guinea e, se possibile, a rovesciare Sékou Touré. Tra queste azioni destabilizzanti, posso citare l'operazione "Persil", ad esempio, che consisteva nell'introdurre nel paese una grande quantità di banconote guineane contraffatte per squilibrare l'economia. »
L'economia fu condotta verso un controllo statale pressoché completo, attuato con nazionalizzazioni di massa.
L'opposizione politica ricevette una durissima repressione: gli oppositori politici furono internati a Camp Boiro. Le riforme economiche di quegli anni non portarono a progressi economici particolari. Touré, sostenuto per il suo nazionalismo etnico, si scontrò per la sua politica repressiva con la sua stessa etnia, i Malinké. Ossessionato da possibili complotti alle sue spalle, Touré fece imprigionare gli oppositori presunti o effettivi. Questa situazione portò molti cittadini a emigrare verso i paesi vicini.

#### Presidenza Conté
Touré morì il 26 marzo 1984. Fu sostituito momentaneamente dal Primo Ministro Louis Lansana Beavogui, rovesciato il 3 aprile da una giunta militare guidata da Lansana Conté e Diarra Traoré. I due divennero rispettivamente presidente e primo ministro. Conté denunciò subito gli abusi di Touré e il suo scarso rispetto dei diritti umani, liberando 250 prigionieri politici e invitando 200.000 emigrati a tornare nel paese. Inoltre si adoperò per cancellare molte delle misure politiche ed economiche introdotte dal dittatore, ma la povertà non diminuì sensibilmente e non si avvertirono segni forti di un ritorno alla democrazia. Nel 1985 Traoré tentò di rovesciarlo con un colpo di Stato, ma questa azione fallì e Traoré stesso venne giustiziato. Nel 1992 Conté annunciò il ritorno del potere nelle mani dei civili con elezioni presidenziali nel 1993 ed elezioni parlamentari nel 1995, nelle quali la formazione del presidente, il Partito dell'unità e del progresso (Parti de l'Unité et du Progrès, PUP), conquistò 71 seggi su 114.
Nonostante questi apparenti esercizi di democrazia, il controllo di Conté sul paese si fece sempre più saldo e andò consolidandosi negli anni. Parallelamente le proteste si intensificarono, culminando nell'assalto al palazzo presidenziale nel febbraio del 1996: vista l'emergenza, Conté fu costretto a prendere il controllo dell'esercito e a dare un segnale di democratizzazione, nominando dopo tanto tempo un primo ministro, Sydia Touré, che rappresentasse una divisione del potere. La situazione interna non parve cambiare e la riconferma del presidente nel 1998 rese il clima interno ancora più pericoloso. Nel settembre 2001 fu arrestato il principale membro dell'opposizione, Alpha Condé. Condé, catturato e processato, fu condannato a cinque anni di reclusione ma dopo non molto rilasciato, anche se trascorse un periodo di esilio in Francia. Intanto il presidente promosse sempre nel 2001 un referendum, per allungare il termine del mandato presidenziale: il referendum fu vinto con il 98,4% dei votanti a favore. Venne confermato per la terza volta nel 2003 con il 95,3% dei voti.
Nel gennaio 2005 sfuggì a un probabile attentato alla sua vita, durante una sua rara apparizione pubblica a Conakry. Nel frattempo la corruzione aveva raggiunto livelli altissimi, e la situazione economica non mostrava grandi miglioramenti.
Dal 4 dicembre 2004 al 5 aprile 2006 Cellou Dalein Diallo fu primo ministro.
Nel gennaio 2007 cominciò un periodo di protesta generale a livello nazionale, che portò migliaia di guineani in piazza a protestare contro il presidente e il suo ormai lunghissimo mandato.
Le proteste si fermarono il 27 gennaio, dopo forti scontri tra manifestanti e polizia, che causarono circa 90 morti e 300 feriti. Sull'orlo di una guerra civile e in crisi politica, la Guinea vedeva ormai sempre più prossima la possibilità di un radicale cambiamento politico. Il contestato presidente Lansana Conté nominò nel febbraio 2007 come nuovo primo ministro Eugene Camara, suo stretto collaboratore. Tale decisione venne avversata duramente dall'opposizione. Il 1º marzo 2007 diventò primo ministro Lansana Kouyaté, molto più gradito del predecessore: la sua nomina venne approvata dagli oppositori del presidente.
Le proteste terminarono proprio grazie alla nomina di Kouyaté, poiché come imprescindibile condizione per la fine delle contestazioni vi era la scelta di un primo ministro che venisse approvato dalla popolazione. Nonostante questo, Conté stesso disse che la nomina di Kouyaté non era derivata da pressioni e affermò di essere soddisfatto dell'operato del primo ministro. Come accennato prima, si temette la guerra civile: Stati Uniti e Unione Europea espressero la loro preoccupazione per i fatti di quei giorni e l'Unità di Crisi Internazionale chiarì che un eventuale conflitto civile guineano avrebbe compromesso la stabilità dei paesi confinanti: proprio riguardo a ciò Lansana Contè incontrò il 20 febbraio la presidentessa della Liberia Ellen Johnson Sirleaf e il presidente del Sierra Leone Ahmad Tejan Kabbah.

#### Colpo di stato del 2008
Il 23 dicembre 2008, a 74 anni, Conté morì al termine di una grave malattia. Lo stesso giorno l'esercito guineano attuò un colpo di Stato militare sospendendo ogni attività politica e sindacale, sciogliendo l'Assemblea Nazionale e sospendendo la costituzione. Il 24 dicembre il Capitano Moussa Dadis Camara, in precedenza responsabile dei carburanti per le forze armate, si pose alla guida dello Stato dell'Africa occidentale, annunciando le elezioni per il 2010.

#### Presidenza Alpha Condé
Nel novembre del 2010 per la prima volta dopo più di 50 anni si svolsero elezioni giudicate relativamente libere e trasparenti. Da queste elezioni uscì vincitore il leader del partito d'opposizione Alpha Condé, che divenne presidente e promise riforme per il Paese.
Ben presto le prospettive di sviluppo sotto la presidenza di Alpha Condé svanirono e il Paese piombò in una crisi economica senza precedenti.
In Guinea non c'erano più strade percorribili a causa della totale assenza di manutenzione.
Il regime di Alpha Condé divenne violento e sanguinario.
Ogni giorno si contavano i morti nelle file delle opposizioni, uccisi sia dalla polizia sia dalle milizie Donzos, utilizzate dal presidente come armata privata.
Alpha Condé dichiarò più e più volte, pubblicamente e nella indifferenza della Comunità Internazionale, che non avrebbe lasciato il potere al termine del secondo mandato, a fine 2020 il Paese era sull'orlo della guerra civile.
Con le elezioni del 22 marzo 2020 si verificarono scontri sanguinosi in cui la popolazione vide reprimere le manifestazioni delle opposizioni. Il Presidente Condé inserì nelle votazioni amministrative un quesito referendario per poter continuare il suo mandato: la possibilità di rieleggere il Presidente della Repubblica per altri due mandati di 6 anni ciascuno.

#### Colpo di Stato del 2021
Il 5 settembre 2021, un gruppo di militari delle forze speciali ha catturato Alpha Condé, disciolto tutte le istituzioni governative, imposto il coprifuoco, chiuso i confini aerei, marittimi e terrestri e sospeso la Costituzione. Mamady Doumbouya si è autoproclamato presidente e il Paese è retto da una giunta militare il cui governo è nominato Comitato nazionale per la riconciliazione e lo sviluppo.

## Geografia

### Morfologia
La Guinea si estende su un'area di 245.857 chilometri quadrati, poco più grande di quella del Regno Unito. Il paese si trova nella regione dell'Africa occidentale, poco più a sud della fascia del Sahel.
Confina con la Guinea-Bissau per 386 km, il Mali per 858 km e il Senegal per 330 km a nord, Mali e Costa d'Avorio per 610 km a est, e Sierra Leone per 652 km e Liberia per 563 km a sud; affaccia a ovest sul golfo di Guinea. Geograficamente ricca di diversità, la Guinea risulta molto varia sotto il profilo geografico.
Il paese è diviso in quattro regioni principali: la Guinea marittima, una stretta striscia costiera; la Media Guinea, una regione interna pastorale, caratterizzata da forti escursioni termiche; l'Alta Guinea si trova a nord, copre anche alcune aree di Sierra Leone, Costa d'Avorio e Liberia e l'ambiente è quello della savana; e la Guinea forestale, che è appunto una zona con un grande patrimonio forestale e nella quale abbondano le piogge: anche per questo è la parte più popolata del paese e ha addirittura problemi di sovrappopolamento.
In questa regione ripararono molti rifugiati scappati in seguito alle guerre civili in Sierra Leone, Liberia e Costa d'Avorio. Nella Bassa Guinea vi è la regione del Fouta Djalon, abitata più che altro dall'etnia Fula. Tale regione, ricca di acque e situata a un'altitudine di circa 900 metri, è la più importante del paese.

### Idrografia
Molti fiumi attraversano la Guinea. Alcuni di questi sono Konkourè, Moa, Saint Paul, Saint John, Sankarani, Koro, Corubal, Gambia. I due fiumi più importanti sono Bafing (secondo per lunghezza); il Niger è il più lungo. Ha due affluenti: Bala e Milo; sfocia a delta nel Golfo di Guinea.

### Clima
La Guinea, poco a nord dell'equatore, ha ovviamente un clima tropicale nelle zone costiere e anche in buona parte di quelle interne. La stagione delle piogge dura da aprile a novembre, e presenta temperature abbastanza alte ed elevata umidità. Al contrario, da novembre a marzo si ha una stagione secca, dannosa per lo sviluppo della vegetazione. Nonostante questo, piove in media 11 mesi su 12; all'estremo nord-est la stagione secca ha però una durata superiore: le zone settentrionali, essendo vicine alla fascia del Sahel, sono minacciate dalla siccità. Ma oltre a questa, diversi sono i problemi ambientali: soprattutto nelle vicinanze della regione del Sahel avanza la desertificazione, e anche la deforestazione grava sul territorio. Infine, il suolo è danneggiato da inquinamento ed erosione.
Notevoli le risorse del sottosuolo: anzitutto bauxite, ma anche ferro e diamanti.

## Società

### Demografia

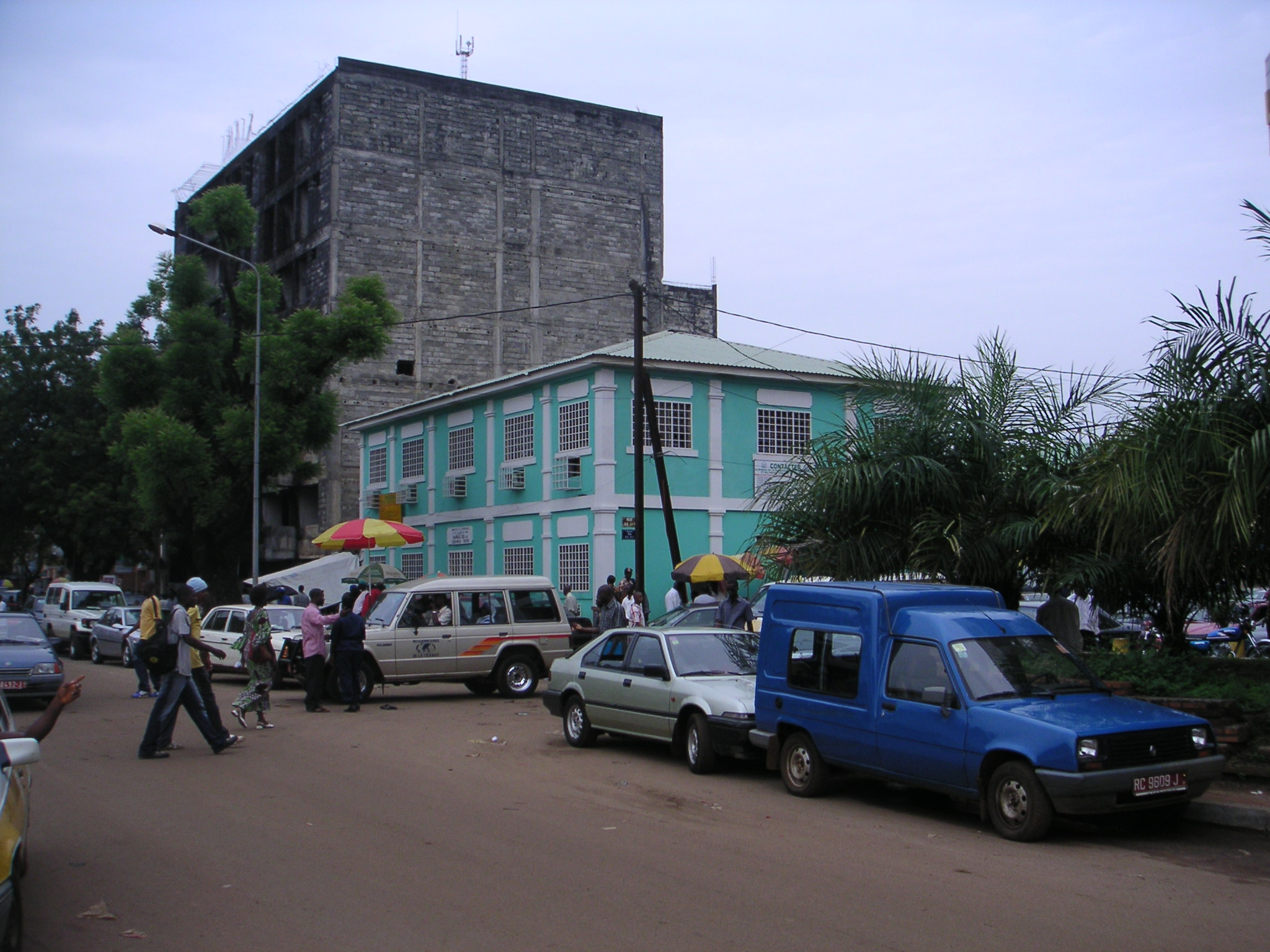
Conakry.

La popolazione guineana contava al 2009 poco più di 10 milioni di abitanti. Il tasso annuo di crescita demografica era del 2,62% nel 2007, con un tasso di natalità del 41% e di mortalità del 15%. La mortalità infantile è altissima, miete 90 vittime ogni 1.000 nati vivi. Questo dato è in lento miglioramento, ma riflette una situazione sanitaria veramente critica. Breve l'aspettativa di vita: 50 anni per le donne e 48 per gli uomini.
La popolazione è in continua crescita ed è in gran parte rurale; a parte Conakry, le città non sono molto abitate. La densità è di 38 abitanti per chilometro quadrato, bassa ma irregolare; gli abitanti del Paese si concentrano specialmente nella regione delle foreste, dove sono affluiti molti rifugiati dalla Sierra Leone, dalla Costa d'Avorio e dalla Liberia durante le guerre civili in questi paesi. E sono proprio i rifugiati a variare ulteriormente la composizione etnica, linguistica e religiosa della Guinea. L'istruzione deve fare molti passi avanti; al 2005 l'analfabetismo toccava il 59% dei guineani. La situazione sanitaria sembra però migliorata dall'Iniziativa di Bamako, nel 1987, che ha portato un miglioramento dei principali indicatori sanitari. Ma un grave problema è rappresentato dalla SIDA (AIDS), alla cui diffusione concorre anche la poligamia.

### Etnie

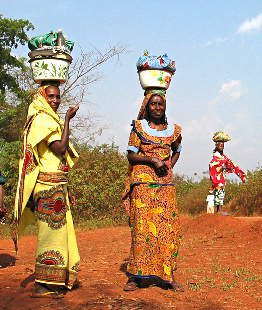
Donne di etnia fula.

In Guinea la popolazione comprende oltre 24 gruppi etnici. I più diffusi sono i fula, che formano il 33% della popolazione e abitano soprattutto nella regione montuosa del Futa Jalon. Il secondo gruppo è quello dei mandinka, noto anche come mandinko: costituiscono il 29% degli abitanti del territorio. Abitano soprattutto nella parte centro-orientale, nelle regioni di Kankan e Faranah. Al terzo posto per numero di individui sono i sosso (in francese soussou), la cui lingua è il susu, i quali costituiscono il 21% della popolazione. Sono concentrati quasi tutti a Conakry e nella regione di Kindia. Altri gruppi, fra cui i guerzé (7,8%), i kissi (6,2%), i toma (1,6%) e altri (0,4%), si spartiscono il restante territorio della regione di Nzérékoré.

### Religione
La composizione religiosa della popolazione guineana è la seguente:
- musulmani 85%
- cristiani 10%
- credenze tradizionali 5%

In seguito alla colonizzazione e alla diffusione dell'Islam, i culti tradizionali africani hanno subito un ridimensionamento molto deciso, ma sono comunque ancora praticati da una percentuale consistente degli abitanti. La componente cristiana è divisa tra varie confessioni, ma in maggioranza si tratta di cattolici.

### Lingue
La lingua ufficiale è il francese, ma sono largamente diffuse le lingue locali, appartenenti alle diverse etnie che abitano il territorio; fula, maninka, susu, guerze sono gli idiomi locali tra i più parlati. Modesta la diffusione dell'arabo, però favorita dal forte seguito che l'islam ha in Guinea. Il susu, parlato a Conakry e nelle zone costiere, non è una lingua franca, ma la sua diffusione è comunque notevole tra la popolazione.

## Ordinamento dello Stato

### Suddivisione amministrativa

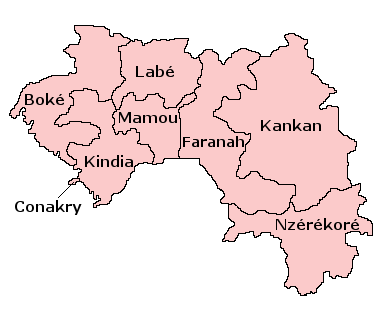
Regioni della Guinea.

La Guinea è amministrativamente organizzata in 7 regioni, che a loro volta si dividono in 33 prefetture. La capitale Conakry gode dello status di regione ed è una zona speciale, che ha una propria prefettura.
Le regioni della Guinea, più la capitale, sono qui elencate:
- Boké
- Conakry
- Faranah
- Kankan
- Kindia
- Labé
- Mamou
- Nzérékoré

### Città principali
Circa tre quarti dei guineani abita in zone rurali, le città sono in genere poco abitate. La capitale Conakry, con una popolazione di circa 2 milioni di abitanti, costituisce un'eccezione. Altre notevoli città sono Kankan, Labé e Kindia.
Conakry ospita il Museo Nazionale di Guinea (Musée national de Sandervalia) e ha un certo numero di attrattive che la rendono la più grande città del paese. Gli altri centri spesso si sviluppano intorno ad attività economiche di punta, come quella estrattiva. Nzérékoré, a sud, è la più importante città della parte forestale della Guinea, e nel 1996 aveva più di 100.000 abitanti.

### Istituzioni
La Guinea è una repubblica presidenziale. Attualmente, il Capo di Stato è Mamady Doumbouya che, dopo aver spodestato il precedente presidente Alpha Condé in carica dal 2010 con un colpo di stato, ha ufficialmente messo il Paese in mano a una giunta militare. Il presidente ricopre anche il ruolo di capo delle forze armate. Il potere esecutivo è in mano al presidente e ai membri del suo gabinetto, nominato da lui in persona e guidato dal primo ministro, che, tuttavia, attualmente è vacante visti gli avvenimenti citati precedentemente. L'Assemblea Nazionale detiene il potere legislativo, è composta di 114 membri e viene rinnovata ogni quattro anni, ma quest’ultima per ora rimane sospesa.

#### Forze armate
Le spese militari assorbono l'1,7% del PIL nel 2007, meno rispetto al 2,9% dell'anno precedente.
Dal 1997 il presidente Conté si è occupato in prima persona delle forze armate, che si trovano sotto il controllo del Ministero della Difesa. Questa decisione gli parve opportuna dopo che nel febbraio del 1996 una massa di suoi contestatori aveva assaltato il palazzo presidenziale: una gestione diretta delle forze armate gli avrebbe permesso di dare maggiore stabilità al suo governo.
Le forze armate della Guinea si dividono in quattro branche:
- Esercito, che conta 10.000 membri ed è la branca più grande
- Marina, con 400 membri
- Aeronautica, con non più di 700 membri
- Gendarmeria, con funzioni riguardanti la sicurezza interna.

## Politica

### Politica interna
Sotto la presidenza di Touré il partito dominante fu quello del presidente, il Partito democratico della Guinea. In questo periodo ci furono delle restrizioni per i mezzi di informazione e statali risultarono i sistemi economico e politico: nel primo lo stato fu messo al centro di ogni attività, il secondo fu caratterizzato da un monopartitismo. Il governo si dimostrò abbastanza debole nel mantenere il controllo del potere; morto Touré, il panorama politico mutò radicalmente. Quello stesso anno, il 1984, con un colpo di Stato Lansana Conté prese la guida del paese insieme a Diarra Traoré, suo aiutante nel golpe. Conté deplorò le violenze e le scorrettezze del suo predecessore, promettendo una nuova costituzione e la formazione di un sistema politico democratico e liberale, oltre che aperto a chiunque.
Ma la situazione interna non parve cambiare: la costituzione non fu sostituita e il monopartitismo restò, ma questa volta con il partito di Conté, Partito dell'unità e del progresso. Nel 1985 Traoré tentò di rovesciarlo; il tentativo fallì ma espresse apertamente il malcontento popolare, sempre crescente. Sebbene non ci fosse il terribile scenario di Touré e venissero anzi registrati seri miglioramenti per i diritti umani, non si parlò di democrazia se non nei primi anni novanta, quando furono finalmente concesse delle elezioni. Queste ultime non furono altro che plebisciti per Conté, spesso contestati o boicottati dall'opposizione. Nel 1989 venne finalmente data una nuova costituzione al paese, che aprì al multipartitismo e segnò la fine, una volta per tutte, del regime. Ma ciò è relativo: da una parte i partiti di opposizione esistono e sono permessi, ma dall'altro Conté è ancora presidente e non si nutre alcuna speranza per un passaggio di poteri, se non a un suo fidato. Questo è avvalorato dal fatto che il presidente ha affermato di essere sopra tutti.
Nonostante questo il potere dello stesso Conté è instabile: nel 1996 l'assalto di una folla di rivoltosi al palazzo presidenziale lo ha costretto a mettersi a capo dell'apparato militare, attività che svolge ancora, segno di una continua attesa di altre rivolte: che si sono verificate.
La mobilitazione generale del gennaio 2007 ha messo in seria crisi non solo il sistema politico interno, ma anche e soprattutto la stabilità dell'intera regione.
Con le elezioni del 22 marzo 2020 si verificano scontri sanguinosi in cui la popolazione vede reprimere le manifestazioni delle opposizioni. Il Presidente Condé inserisce nelle votazioni amministrative un quesito referendario per poter continuare il suo mandato: la possibilità di rieleggere il Presidente della Repubblica per altri due mandati di 6 anni ciascuno. Oggi Alpha Condé ha 82 anni e ha visto estendere il suo potere per ulteriori 12 anni fino alla veneranda età di 94.
Il 5 settembre 2021, la Guinea ripiomba in un governo militare dopo che alcuni golpisti, guidati dal Capo delle Forze speciali Mamady Doumbouya, hanno catturato il presidente e sospeso le istituzioni, i diritti dei cittadini e la Costituzione. I confini aerei, terrestri e marittimi rimangono, per ora, chiusi, mentre il coprifuoco è stato imposto ai cittadini.

### Politica estera

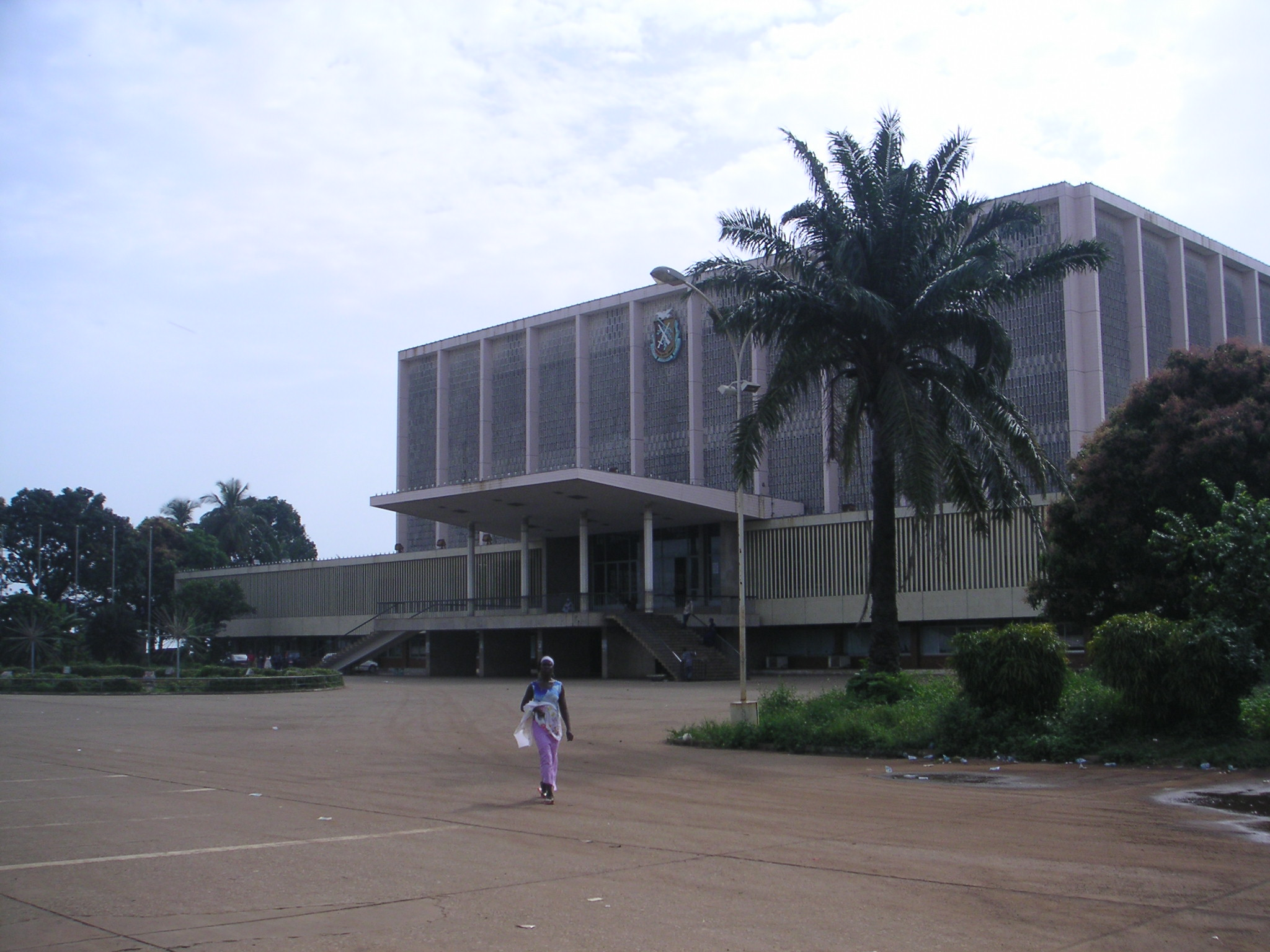
Palazzo del Popolo, Conakry.

Le politiche socialiste di Touré lo avvicinarono al modello sovietico prima, a quello cinese poi. Nonostante la nazionalizzazione generale dell'economia la Guinea riuscì però ad attirare investimenti, e quindi flussi di capitali, dai paesi capitalisti, con i quali i rapporti non furono mai apertamente ostili. Dopo la presa di potere di Conté l'apertura ai paesi occidentali è stata molto più netta: Touré aveva avuto con essi delle relazioni sempre ambigue e altalenanti. Nel 1975 furono ristabilite normali relazioni diplomatiche con l'ex madrepatria francese e con la Germania.
Molto più complicate sono state nel tempo le relazioni della Guinea con i paesi vicini. Touré nei primi anni sessanta inaugurò una politica di collaborazione con i paesi africani, ma quest'opera fu vanificata dalle tensioni avute con il Ghana nel 1966: quell'anno un colpo di Stato rovesciò il presidente Nkrumah, che trovò rifugio in Guinea. Proprio questo causò tra i due paesi non poche tensioni. La Guinea entrò in uno stato di isolamento a livello regionale, al quale il dittatore tentò di porre rimedio inserendo il paese nell'Organizzazione per la valorizzazione del Senegal. La Guinea ha continuato i suoi programmi di cooperazione regionale, costituendo con Ghana e Mali l'Unione degli Stati Africani, e aderì alla Carta dell'organizzazione dell'unità africana. Nel 1978 furono riallacciati normali rapporti con Senegal e Costa d'Avorio. Dal 1990 il paese ha offerto asilo a circa 700.000 rifugiati scappati dalla Liberia, dalla Sierra Leone e dalla Guinea-Bissau, in fuga dalle guerre civili di questi paesi.
La Guinea fa parte dell'ONU, dell'Unione Africana ed è associata all'Unione europea.

## Istruzione

### Università
Chiamata così in onore del politico egiziano Gamal Abd el-Nasser, l'Università Gamal Abdel Nasser di Conakry è stata fondata nel 1962 come Istituto Politecnico .

## Economia

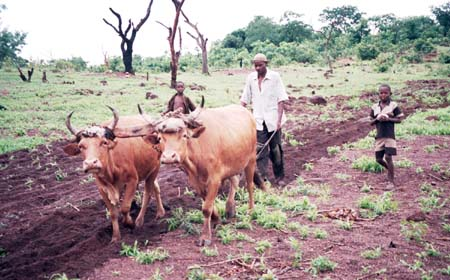
Lavoro nei campi praticato con metodi tradizionali.

Le condizioni economiche della Guinea sono molto precarie, nonostante il sottosuolo del paese offra importanti possibilità di sviluppo, che tuttavia sono state sfruttate per una frazione modesta. A causa dell’arretratezza della sua economia, il paese fa parte della lista dei Paesi Meno Sviluppati, stilata dalle Nazioni Unite. Nel 2006 il 47% dei guineani viveva sotto la soglia di povertà. L'Indice di Sviluppo Umano, attorno allo 0,3, è uno dei più bassi del mondo. Per il suo sviluppo economico il paese cerca di contare sulle proprie riserve di bauxite e tenta di migliorare l'agricoltura: le grandi potenzialità per migliorare il settore agricolo sono date da condizioni geografiche favorevoli, ma un ostacolo serio è rappresentato dalle infrastrutture generalmente carenti. L'inflazione, dopo i picchi a metà degli anni 2000, ha raggiunto il 9%: nel 2003 era appena del 6%; la disoccupazione è inferiore al 3%.
L'economia guineana è stata caratterizzata nel periodo fra 2010 e 2017 da tassi di crescita robusti, attorno alla media dell'8%. Il debito estero che nel 2005 aveva toccato il 98% del PIL, è sceso al 40% del PIL nel 2017.
Dagli anni novanta il governo ha deciso di ridurre il peso dello Stato sull'economia, prima quasi interamente statalizzata, specialmente per le attività commerciali; molte le misure per incrementare gli investimenti esteri, attratti soprattutto per la porzione mineraria dell'economia.
Tuttavia questi sforzi sono stati a volte resi vani da corruzione e inefficienza, nati anche da una situazione sociale poco incoraggiante: sia il sistema sanitario sia quello della pubblica istruzione si dimostrano spesso carenti. E proprio questo è segno di una maturità economica
che non è mai arrivata nel settore dei servizi.
L'agricoltura impiega oltre il 75% della popolazione attiva e contribuisce alla formazione di un quinto del prodotto interno lordo. I programmi di sviluppo del governo agiscono soprattutto in questo apparato economico, ancora oggi basilare per la crescita dell'economia. La superficie coltivata è molto limitata, corrisponde solo al 3% di quella totale. Le colture più importanti sono quelle alimentari: riso, mais, sorgo, manioca, patate e altro, la maggiore produzione è quella di riso. Altre coltivazioni sono riservate alle esportazioni, come caffè, ananas, agrumi, arachidi e palme da olio.
Ma il settore primario si basa anche sull'allevamento, praticato in massima parte nella Guinea centrale, regione pastorale interno. Il patrimonio zootecnico è costituito soprattutto da ovini, caprini e volatili. La pesca, finalizzata ovviamente alla vivacizzazione del commercio, è in via di sviluppo, anche se la strada da fare per sensibili miglioramenti è ancora lunga. Godendo di un notevole patrimonio forestale, sono disponibili considerevoli risorse di legname, utilizzato perlopiù come combustibile.
Il settore secondario racimola pochi addetti, ma contribuisce per il 38,4% alla formazione del PIL. La produzione industriale è in forte crescita. Lo sviluppo di questo settore è molto mediocre, perché soffre della mancanza di manodopera adeguatamente qualificata, molte aziende sono gestite da capitali stranieri misti. Gli stabilimenti presenti nel paese sono dediti alla lavorazione dei prodotti agricoli e del legname. Il sottosuolo dispone di buone risorse, specialmente bauxite, ferro, diamanti, uranio, oro; petrolio e carbone sono totalmente assenti. La Guinea è il secondo produttore mondiale di bauxite, dopo l'Australia: i più importanti giacimenti si trovano a Bokè e Kindia. Anche l'estrazione del ferro è ben sviluppata: nella penisola di Kaloum, nella regione di Bokè, è presente un giacimento che è tra i più grandi del pianeta. Nonostante queste potenzialità, l'arretratezza economica impedisce di poterle sfruttare appieno. Dopo l'agricoltura, proprio l'industria, più nello specifico quella estrattiva, è stata al centro di grandi sforzi per lo sviluppo. Visti i molti fiumi interni, la Guinea sfrutta il proprio potenziale idroelettrico per quanto riguarda l'energia.
Il terziario è irrilevante per numero di individui impiegati e per importanza economica, ma in realtà forma oltre il 42% della ricchezza nazionale; nel terziario, come spesso accade nei paesi in via di sviluppo, la mancanza di addetti è compensata da una produttività maggiore che in settori che assorbono una parte maggiore di popolazione attiva. Bauxite e diamanti dominano le esportazioni, che consistono anche nei prodotti agricoli da esportazione già citati (caffè, arachidi etc.); le importazioni consistono in beni strumentali, alimentari e materie prime. Dopo anni di lieve passivo, attualmente la bilancia commerciale è in leggero attivo.
La valuta è il franco guineano.

### Trasporti
La rete di trasporti è insufficiente. Metropolitane e servizio tranviario sono assenti, ma in compenso la Guinea dispone di 1.086 km di ferrovie, non tutte connesse fra loro. La rete locale si collega con quelle di Liberia, Senegal e Costa d'Avorio. La linea di collegamento con la Liberia ha uno scartamento di 1.000 mm, ma ne è stato proposto uno di 1.435 mm. Treni e ferrovie possono avere uno sviluppo maggiore grazie all'esigenza di trasporti per attività economiche come quella mineraria; la rete che collegava Conakry a Bamako (capitale del Mali) è stata abbandonata. Al 2006, i trasporti interni avvengono soprattutto per automobile. La rete stradale è di 30.500 km, dei quali solo poco più di 5.000 asfaltati.
Il trasporto aereo non è interno ma solo internazionale; nella Guinea ci sono 15 aeroporti, Conakry possiede un aeroporto internazionale, a Gbessia. Le idrovie sono composte da 1.295 km di acque navigabili, i porti principali sono Conakry e Kamsar.

## Ambiente
La Guinea si divide in quattro zone distinte: una stretta fascia pianeggiante costiera, l'altopiano del Futa Jalon, i bassopiani aridi nord-orientali e la Regione delle Foreste nella parte sud-orientale del paese. Dall'altopiano del Fouta Jalon, che supera di 1500 m di altitudine, nascono i fiumi Gambia e Senegal e parte del Niger, sebbene la sorgente vera e propria di quest'ultimo si trovi più a sud, vicino al confine con la Sierra Leone. La parte sud-orientale della Guinea è pianeggiante e ricoperta da una fitta vegetazione, ma la foresta pluviale vergine sopravvive soltanto in pochi tratti.
Gli animali di grossa taglia si vedono raramente, sebbene la foresta sia popolata da antilopi d'acqua, bonghi, bufali, babbuini, leopardi e leoni, e le acque dei fiumi da coccodrilli, lamantini e ippopotami. L'abbondante fauna avicola comprende buceri guancebrune, astori codalunga, pappagalli grigi e pigliamosche neri. Due anfibi degni di nota, entrambi endemici del Mont Nimba, sono la rana golia, che può arrivare a pesare anche tre chili, e il rospo del Mont Nimba, che dà alla luce ranocchie completamente sviluppate. La Guinea è una delle ultime roccaforti degli scimpanzé. La colonia stanziata nei pressi di Bossou ha suscitato grande interesse mediatico nel 2005, dopo che un ricercatore giapponese aveva documentato che queste scimmie non soltanto sapevano individuare e neutralizzare le trappole preparate per loro, ma erano in grado di trasmettere questa competenza anche agli altri membri del gruppo. Poiché la Guinea confina con la Costa d'Avorio e il Senegal, paesi che ammettono il commercio dell'avorio, la già esigua popolazione di elefanti del paese è particolarmente a rischio.
In Guinea ci sono molte aree protette (forêts classées), sebbene si faccia poco per far rispettare le norme in materia di tutela ambientale. La Riserva Naturale del Monte Nimba, nell'estremo sud-est del paese, lungo il confine con la Costa d'Avorio, è classificata come Patrimonio Mondiale dall'UNESCO, cosa che però non ha impedito al governo di aprire una miniera di ferro sul fianco della montagna. Nelle vicinanze si trova anche la Forêt Classée de Ziama, dove la foresta pluviale si conserva incontaminata (almeno per il momento) e gli elefanti si vedono spesso. Il futuro dei due parchi nazionali, il Parc Transfrontalier Niokolo-Badiar, vicino a Koundara, e il Parc National du Haut Niger, a nord-est di Faranah, si presenta incerto a causa della mancanza di fondi.
I dati relativi alla tutela ambientale della Guinea sono allarmanti. La popolazione di quasi tutte le specie animali è in costante diminuzione e per gran parte della flora e della fauna non è mai stata effettuata una raccolta nemmeno dei dati fondamentali. Il problema principale è la deforestazione. Il rimpatrio della maggior parte dei profughi ha alleviato il problema dell'abbattimento per far posto ai terreni agricoli, ma il disboscamento continua, favorito dalla mancanza pressoché totale di controlli, e nel sud sta avanzando così rapidamente che la Regione delle Foreste meriterebbe un nuovo nome. Lungo la costa, buona parte delle foreste di mangrovie è stata abbattuta per far posto alla coltivazione del riso e la pesca sregolata sta diventando sempre più un problema. Le grandi compagnie minerarie si sono impegnate a migliorare i metodi di estrazione e qualche segno che ciò sta effettivamente avvenendo comincia già a notarsi.

## Cultura

### Patrimoni dell'umanità
La Riserva naturale integrale del Monte Nimba è stato, nel 1981, il primo sito guineano a essere inserito nella Lista dei patrimoni dell'umanità dell'UNESCO.

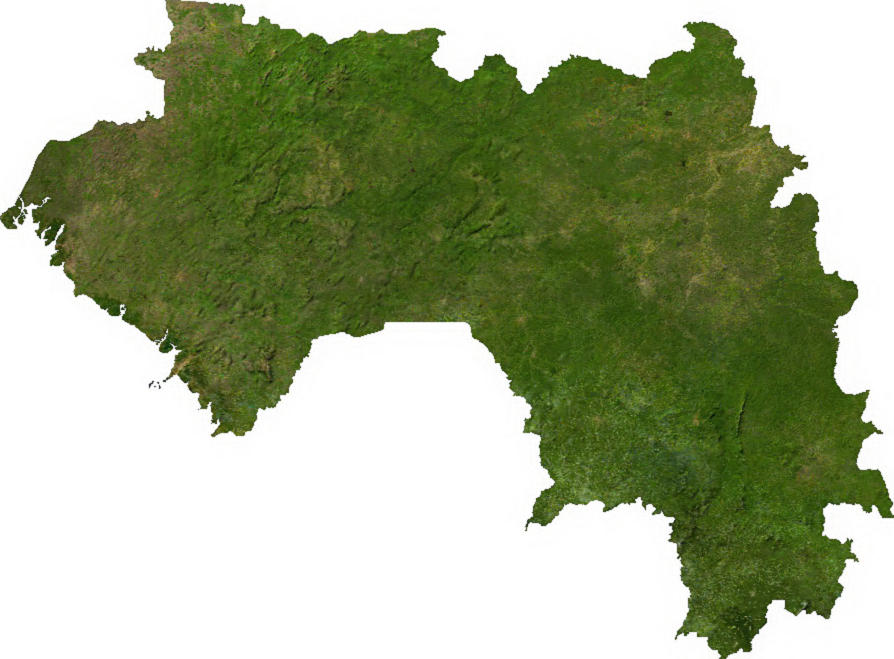
atlas Guinea
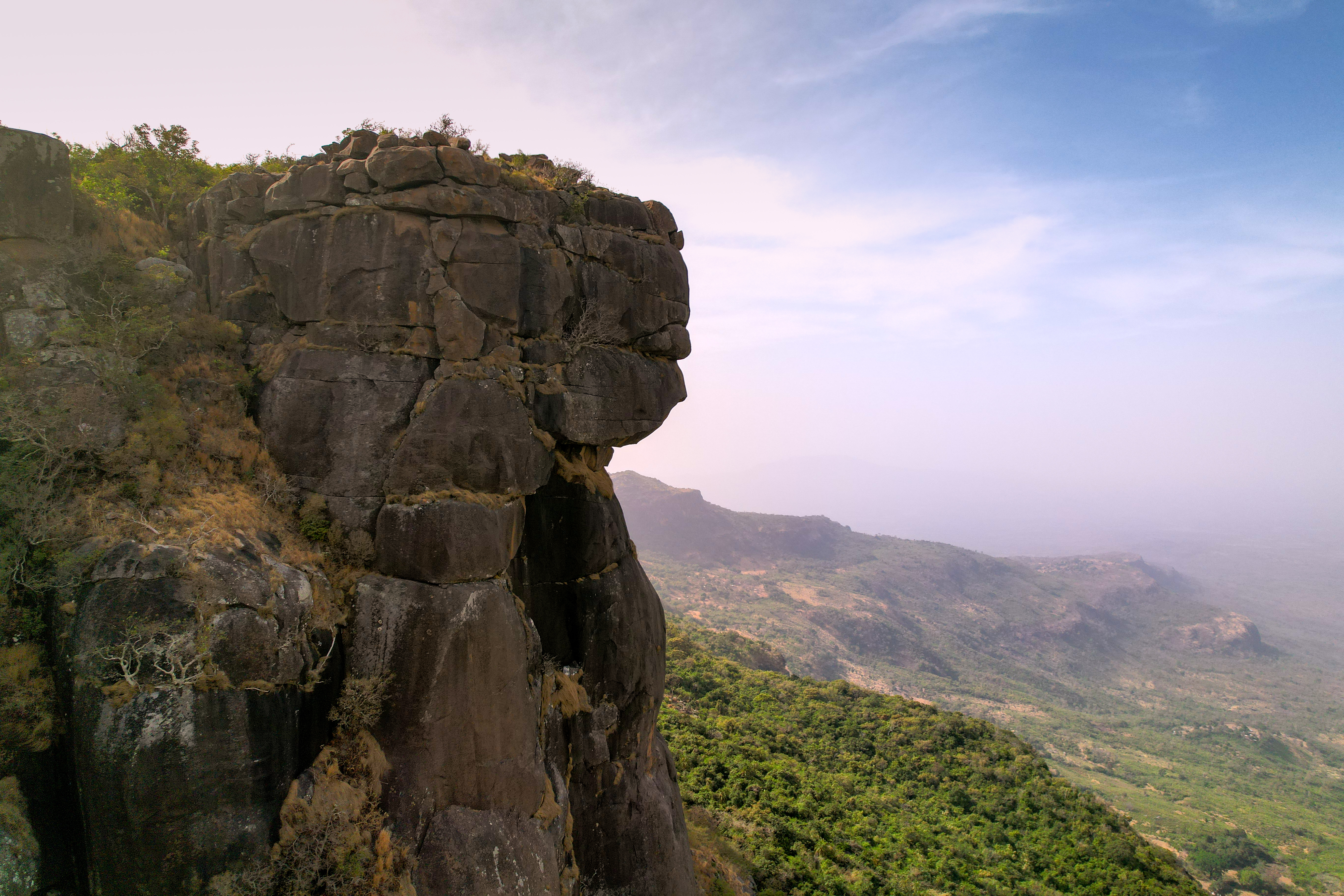
Dame de Mali
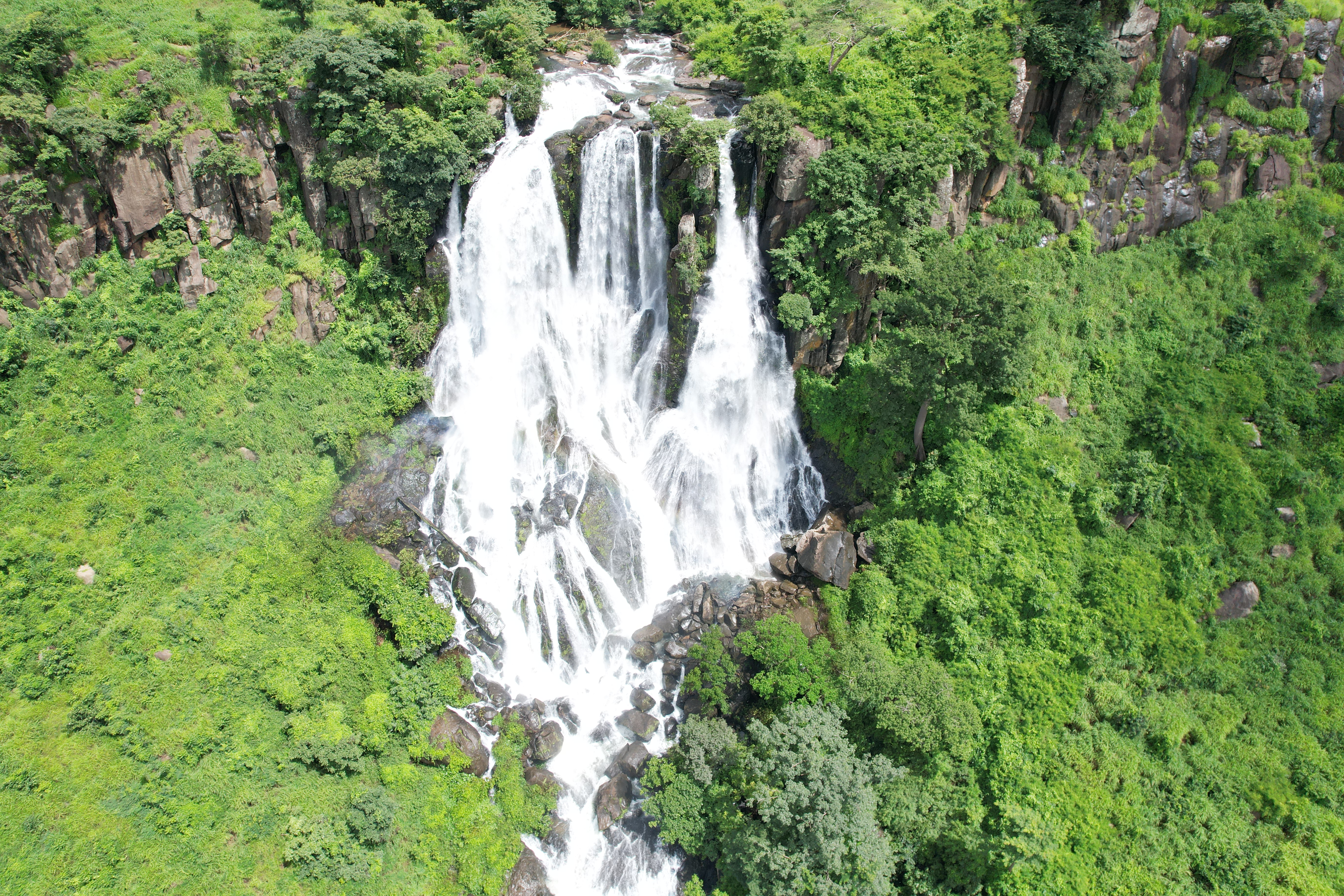
Chute de Tabouna à Kindia
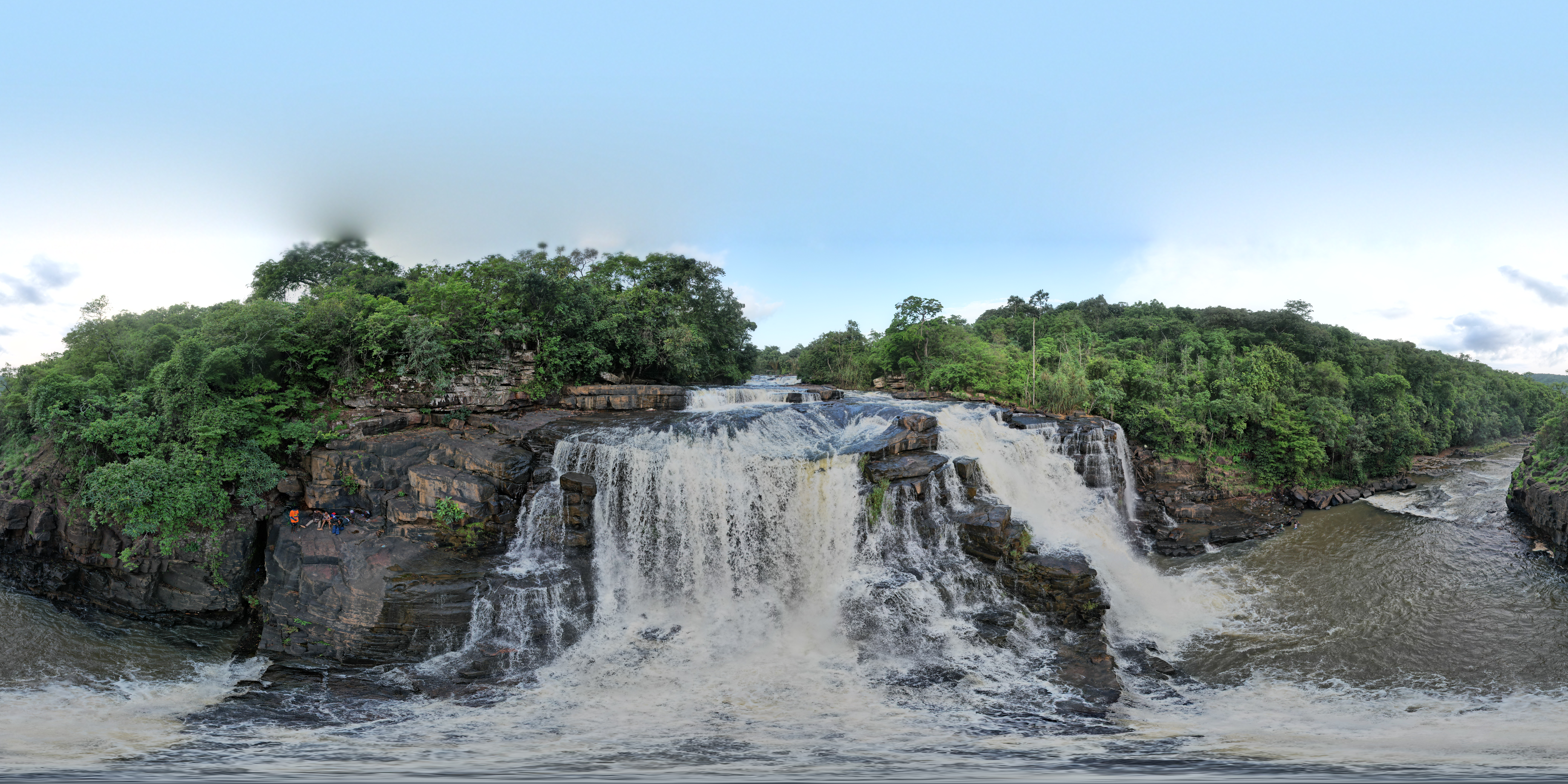
Chute de Saala Labé
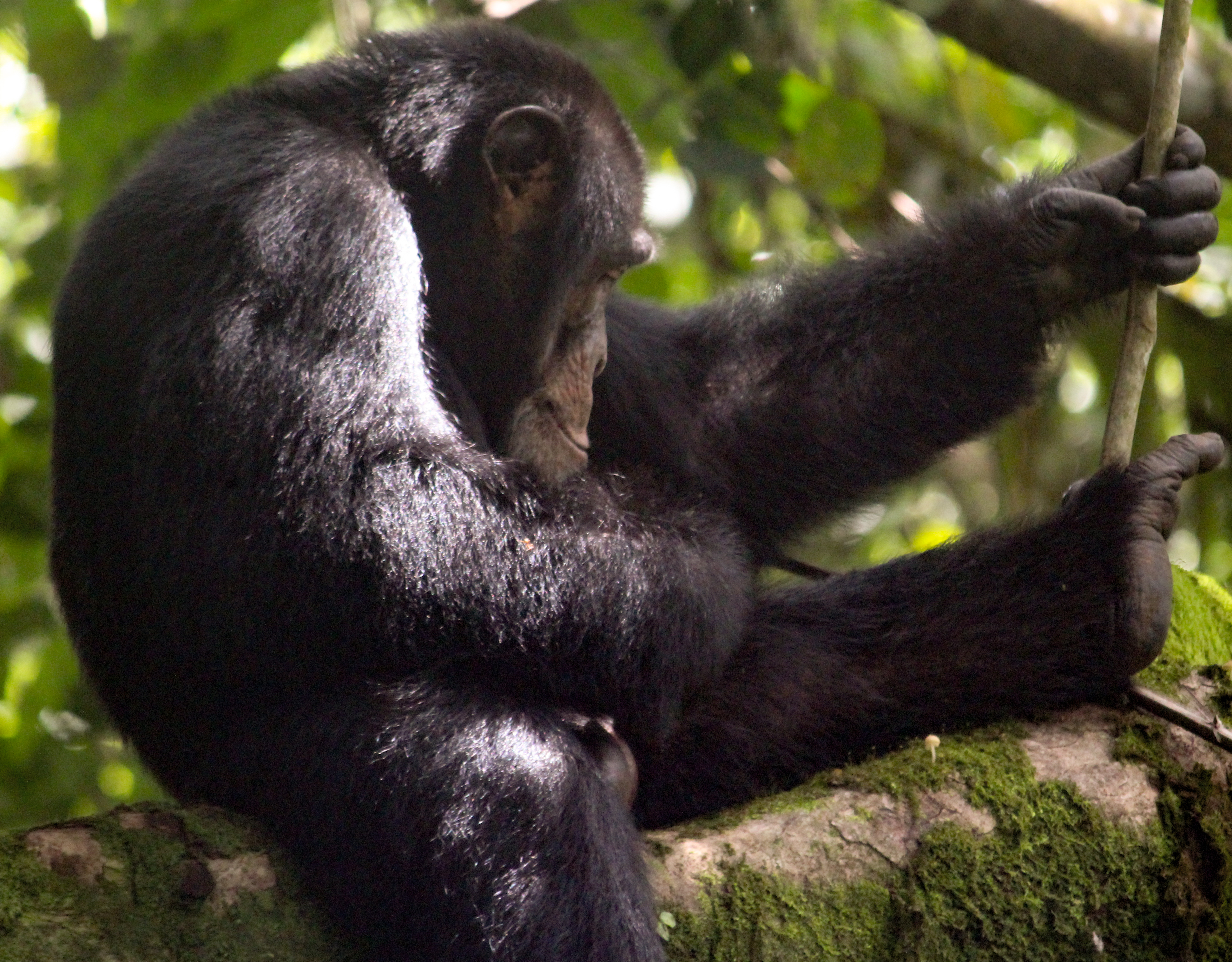
Chimpanzé de Bossou
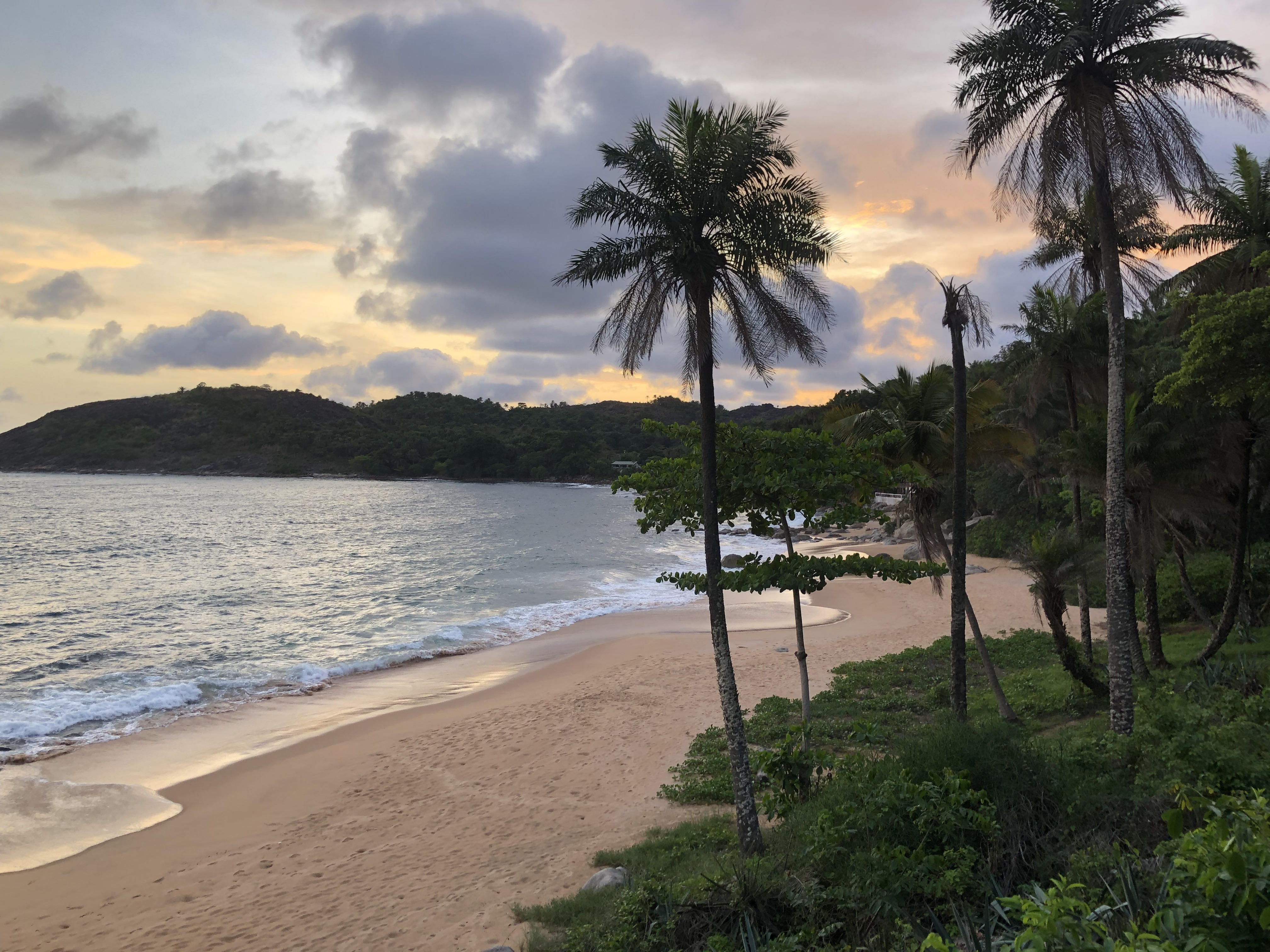
Plage sur les Ile de Loos

### Arte
Come molti paesi dell'Africa occidentale, la Guinea ha tradizioni molto ricche in diversi ambiti culturali, come per esempio in arte e letteratura.

### Letteratura
Le notevoli influenze arabe non hanno impedito all'etnia Fula, la maggiore del paese, di sviluppare una propria tradizione poetica, che si può dire molto ricca: temi principali, la morale e la religione; l'etnia Mandingo si distingue per i suoi cantastorie, che raccontano le vicende guineane in forma leggendaria. Il primo scrittore guineano è stato uno schiavo vissuto in Spagna, Juan Latino, che nel XVI secolo compose opere in latino. Varia anche la tradizione narrativa, che ha potuto contare, prima dell'indipendenza, sull'autore Keita Fodeba. Fodeba, attore noto nel paese, ha rappresentato con opere teatrali le leggende della sua terra.
Dopo l'indipendenza il panorama letterario mutò, poiché molti autori preferirono l'esilio alla dittatura di Ahmed Sékou Touré. Lo stesso Touré fu un autore di saggi, e molte delle opere composte in Guinea sotto di lui furono caratterizzate da una propaganda ideologica sempre presente; gli esuli mostrarono nei loro scritti un certo impegno politico, denunciando apertamente le feroci dittature che opprimevano l'Africa. Tra questi si sono distinti Alioune Fantouré e William Sassine: il primo ha denunciato con Il cerchio dei tropici, del 1972, la lotta interna per il potere, il secondo con San signor Baly del 1973 mette in risalto gli affanni degli uomini che vivono in società che li annientano. Numerosi i saggisti, come l'etnologo I. A. Sow e lo storico I. Kaké. Forme di letteratura più moderne e vivaci hanno sostituito, solo in parte e gradualmente, quella tradizionale. Attualmente, gli autori più popolari sono quelli tornati dall'esilio dopo la fine di Ahmed Touré. Tra gli scrittori guineani spicca Camara Laye, con romanzi ispirati al folclore del proprio Paese.

### Musica
In campo musicale nel XX secolo si distinse la figura del musicista e cantante, suonatore di kora, Mory Kanté, divenuto celebre nel 1987, a livello internazionale, col brano Yé ké yé ké, il singolo africano più venduto al mondo con più di un milione di copie.

### Cinema
In ambito cinematografico possiamo ricordare Il va pleuvoir sur Conakry del regista Cheick Fantamady Camara, film vincitore del premio del pubblico al Festival Panafricain du Cinéma de Ouagadougou e al Festival di cinema africano di Verona, nel 2007.

### Cucina
La cucina guineana si basa in particolare anche sui consumo dei prodotti coltivati nel paese.

## Sport
Lo sport più popolare è il calcio: benché la nazionale di calcio non sia mai riuscita ad accedere alle fasi finali dei campionati mondiali, ha partecipato a ben otto fasi finali della Coppa d'Africa ed è arrivata ai quarti di finale alle edizioni del 2004 e del 2006 e ha ottenuto un secondo posto nel 1976. Da segnalare la medaglia d'oro vinta da Fatmata Fofanah, nei 100 metri ostacoli ai Campionati africani di atletica leggera 2008, tenutisi ad Addis Abeba.
Oltre al calcio, presso Conakry è molto popolare il nuoto, e nel Futa Jalon è praticabile l'escursionismo, per via della natura montagnosa della regione.

## Ricorrenza nazionale
- 2 ottobre: Jour de l'Indépendance: celebra l'indipendenza dalla Francia, nel 1958.